# كابياء الصخور
كابياء الصخور (الاسم العلمي:Kerodon rupestris) هي نوع من الحيوانات يتبع جنس كابياء صخرية من فصيلة الكابيائية.